# Penestoglossa incerta
Penestoglossa incerta är en fjärilsart som beskrevs av Milliére 1886. Penestoglossa incerta ingår i släktet Penestoglossa och familjen säckspinnare. Inga underarter finns listade i Catalogue of Life.